# Rhäzüns (krets)
Rhäzüns (tyska) eller Razén (rätoromanska) är en krets i distriktet Imboden i den schweiziska kantonen Graubünden. Områdets traditionella språk är den rätoromanska dialekten sutsilvanska, men en omfattande inflyttning till följd av industrialisering och närhet till kantonshuvudstaden Chur har medfört att tyska numera är modersmål för 90% av befolkningen. Kyrkorna har förblivit katolska, men det finns nuförtiden en stor reformert minoritet.
Det har sitt ursprung i ett feodalt län, som 1395 anslöts till Oberer Bund där det bildade ett tingslag, och därmed kom att bli en del av nuvarande Graubünden. Under perioden 1809-1819 kom Rhäzuns att tillhöra först Frankrike och sedan Österrike, men har sedan dess varit en del av Schweiz. När den nuvarande kretsindelningen infördes i kantonen 1851 kom det tidigare länet och tingslaget Rhäzuns att bilda en krets. Ett undantag var kommunen Felsberg, som då var områdets enda tysktalande och reformerta kommun, och istället lades till kretsen Trins.

## Indelning
| Vapen     | Kommunes officiella namn | Invånare 2013-12-31 | Yta i km² |
| --------- | ------------------------ | ------------------- | --------- |
| Bonaduz   | Bonaduz                  | 3 036               | 14,45     |
| Domat/Ems | Domat/Ems                | 7 554               | 24,24     |
| Rhäzüns   | Rhäzüns                  | 1 363               | 13,28     |